# 紀州信用金庫
紀州信用金庫（きしゅうしんようきんこ）は、かつて1993年まで存在した信用金庫である。和歌山県御坊市に本店を置いていた。

## 概要
1964年に田辺信用金庫（本店は現在の田辺支店）・日高信用金庫（本店は現在の御坊営業部）・串本信用金庫（本店は現在の串本支店）が合併して誕生した。
1993年に南海信用金庫・和歌山信用金庫と合併しきのくに信用金庫となった。当信用金庫が存続信金となっている。

## 沿革
- 1920年7月 田辺信用組合が設立
- 1925年7月 御坊町信用組合が設立
- 1933年1月 串本信用組合が設立
- 1952年4月 田辺信用組合が信用金庫法に基づき、田辺信用金庫となる
- 1953年4月 御坊町・串本の両信用組合が信用金庫法に基づき、それぞれ日高信用金庫・串本信用金庫となる
- 1964年8月 田辺・日高・串本の3信金が合併して「紀州信用金庫」となる
- 1993年5月1日　南海信用金庫・和歌山信用金庫と合併しきのくに信用金庫となる